# Terbinafine
La terbinafine est un antimycosique utilisé contre les dermatophytoses, et notamment des onychomycoses (mycoses des ongles).
Son administration est orale (à la dose habituelle de 250 mg par jour) ou locale (crème, poudre ou spray).

## Mode d'action
La terbinafine empêche la biosynthèse de l'ergostérol, constituant essentiel de la membrane plasmique des cellules des champignons, par inhibition spécifique de la squalène époxydase, ce qui empêche la conversion du squalène en lanostérol. Ce défaut de synthèse de la membrane des champignons entraîne des changements de leur perméabilité, à l'origine de la lyse des cellules fongiques.

## Effets secondaires
- Hépatotoxicité
- Dysgueusie
- Troubles gastro-intestinaux
- Éruptions cutanées
- Interactions médicamenteuses par inhibition du cytochrome P450 CYP2D
- Lupus érythémateux cutané subaigu : OR=52,9 (IC 95=6,6 ; infini)[3][pas clair].

## Divers
Le terbinafine fait partie de la liste des médicaments essentiels de l'Organisation mondiale de la santé (liste mise à jour en avril 2013).